# BEST〜空〜
『BEST〜空〜』（ベスト・そら）は、日本のシンガーソングライターである長渕剛のベスト・アルバム。
2002年6月26日にフォーライフミュージックエンタテイメントより2枚組でリリースされた。『BEST〜風〜』と同時リリースされている。
それまでに発表された楽曲の中から、長渕本人によって幅広く選曲されている。

## 構成
本作はフォーライフよりリリースされているが、旧所属レコード会社の東芝EMI時代の曲も収録されている。各シングル、アルバムからの選曲は以下の通りとなっている。
シングル
- 「HOLD YOURA LAST CHANCE 2001」（1982年） - シングル「空/SORA」のカップリング

アルバム
- 『風は南から』（1979年） - 「君は雨の日に」
- 『逆流 (アルバム)』（1979年） - 「順子」、「友への手紙」、「男は女が必要さ」
- 『乾杯』（1980年） - 「白と黒」
- 『Bye Bye』（1981年） - 「碑（いしぶみ）」
- 『HEAVY GAUGE』（1983年） - 「僕だけのメリークリスマス」
- 『SUPER LIVE IN 西武球場』（1983年） - 「愛してるのに」
- 『HOLD YOUR LAST CHANCE』（1984年） - 「ファイティングポーズ」、「COME BACK TO MY HEART」
- 『STAY DREAM』（1986年） - 「わがまま・友情 DREAM & MONEY」
- 『LICENSE』（1987年） - 「ろくなもんじゃねえ」、「花菱にて」
- 『昭和』 - 「昭和」、「とんぼ」
- 『JEEP』（1990年） - 「Myself」
- 『JAPAN』（1991年） - 「東京青春朝焼物語」、「親知らず」
- 『Captain of the Ship』（1993年） - 「Captain of the Ship」、「12色のクレパス」
- 『家族』（1996年） - 「三羽ガラス」、「何故」
- 『SAMURAI』（1998年） - 「猿一匹、唄えば侍」、「ふるさと」
- 『ACOUSTIC 俺の太陽』（1999年） - 「素顔」
- 『空』（2001年） - 「空/SORA」

## 批評
| 専門評論家によるレビュー | 専門評論家によるレビュー |
| レビュー・スコア         | レビュー・スコア         |
| 出典                     | 評価                     |
| ------------------------ | ------------------------ |
| CDジャーナル             | 肯定的                   |

音楽情報サイト『CDジャーナル』では、「36ページにわたる写真集付きで、順を追って聴いていくと、ルックス、歌の内容ともに、大幅に変わってきたことが実感できる」、「男気あふれる骨太なナンバーがズラリ」と評されている。

## チャート成績
オリコンチャートでは最高位6位、登場回数14回となり、売り上げは約14万枚となった。

## 収録曲
全作詞・作曲: 長渕剛（特記除く）。
| #         | タイトル                                     | 作詞      | 作曲・編曲 | 編曲             | 初出作品                           | 時間 |
| --------- | -------------------------------------------- | --------- | ---------- | ---------------- | ---------------------------------- | ---- |
| 1.        | 「順子」                                     |           |            | 瀬尾一三         | アルバム『逆流』                   | 3:19 |
| 2.        | 「友への手紙」                               |           |            | 石川鷹彦         | アルバム『逆流』                   | 4:35 |
| 3.        | 「君は雨の日に」                             |           |            | 石川鷹彦         | アルバム『風は南から』             | 4:53 |
| 4.        | 「白と黒」                                   |           |            | 長渕剛           | アルバム『乾杯』                   | 3:25 |
| 5.        | 「愛してるのに」                             |           |            |                  | アルバム『SUPER LIVE IN 西武球場』 | 5:46 |
| 6.        | 「碑（いしぶみ）」                           |           |            | 瀬尾一三         | アルバム『Bye Bye』                | 5:14 |
| 7.        | 「男は女が必要さ」                           |           |            | 石川鷹彦         | アルバム『逆流』                   | 3:34 |
| 8.        | 「僕だけのメリークリスマス」(作詞：松井五郎) |           |            | 長渕剛           | アルバム『HEAVY GAUGE』            | 3:54 |
| 9.        | 「ファイティングポーズ」                     |           |            | 瀬尾一三         | アルバム『HOLD YOUR LAST CHANCE』  | 5:47 |
| 10.       | 「COME BACK TO MY HEART'」                   |           |            | 長渕剛           | アルバム『HOLD YOUR LAST CHANCE』  | 5:50 |
| 11.       | 「ろくなもんじゃねえ」                       |           |            | 瀬尾一三、長渕剛 | シングル「ろくなもんじゃねえ」     | 4:11 |
| 12.       | 「わがまま・友情 DREAM & MONEY」             |           |            | 長渕剛、山里剛   | アルバム『STAY DREAM』             | 6:40 |
| 13.       | 「花菱にて」                                 |           |            | 瀬尾一三、長渕剛 | アルバム『LICENSE』                | 5:56 |
| 14.       | 「東京青春朝焼物語」                         |           |            | 瀬尾一三、長渕剛 | アルバム『JAPAN』                  | 6:32 |
| 15.       | 「昭和」                                     |           |            | 瀬尾一三         | アルバム『昭和』                   | 6:00 |
| 合計時間: | 合計時間:                                    | 合計時間: | 合計時間:  | 75:36            |                                    |      |

| #         | タイトル                       | 作詞      | 作曲・編曲 | 編曲             | 初出作品                        | 時間  |
| --------- | ------------------------------ | --------- | ---------- | ---------------- | ------------------------------- | ----- |
| 1.        | 「とんぼ」                     |           |            | 瀬尾一三、長渕剛 | アルバム『昭和』                | 6:08  |
| 2.        | 「Myself」                     |           |            | 瀬尾一三         | アルバム『JEEP』                | 5:18  |
| 3.        | 「親知らず」                   |           |            | 瀬尾一三、長渕剛 | アルバム『JAPAN』               | 5:25  |
| 4.        | 「Captain of the Ship」        |           |            | 瀬尾一三、長渕剛 | アルバム『Captain of the Ship』 | 13:10 |
| 5.        | 「12色のクレパス」             |           |            | 瀬尾一三、長渕剛 | アルバム『Captain of the Ship』 | 5:56  |
| 6.        | 「三羽ガラス」                 |           |            | 長渕剛           | アルバム『家族』                | 5:59  |
| 7.        | 「何故」                       |           |            | 瀬尾一三、長渕剛 | アルバム『家族』                | 5:45  |
| 8.        | 「猿一匹、唄えば侍」           |           |            | 長渕剛           | アルバム『SAMURAI』             | 6:02  |
| 9.        | 「ふるさと」                   |           |            | 長渕剛           | アルバム『SAMURAI』             | 7:21  |
| 10.       | 「素顔」                       |           |            | 笛吹利明、長渕剛 | アルバム『ACOUSTIC 俺の太陽』   | 5:25  |
| 11.       | 「HOLD YOUR LAST CHANCE 2001」 |           |            | 瀬尾一三         | シングル「空/SORA」             | 4:14  |
| 12.       | 「空/SORA」                    |           |            | 瀬尾一三、長渕剛 | シングル「空/SORA」             | 3:59  |
| 合計時間: | 合計時間:                      | 合計時間: | 合計時間:  | 74:42            |                                 |       |

## スタッフ・クレジット
- 長渕剛 - プロデューサー
- ボビー・ハタ - マスタリング・エンジニア
- 加藤謙吾 - エンジニア補助
- 中津直也 - エンジニア補助
- 池田雅彦 - A&Rディレクター
- 横田利夫 - アーティスト・プロモーター
- 和井内貞宣 - コーディネーター
- 荒井博文 - アート・ディレクション、デザイナー
- 岩上伸一 - アート・ディレクション、デザイナー
- NAOMI KURA -  - アート・ディレクション、デザイナー
- 大川壮一郎 - 写真撮影
- タムジン - 写真撮影
- 藤田雅博 - 写真撮影
- 石塚康之 - 写真撮影
- 渋谷高行 - スーパーバイザー
- 後藤由多加 - エグゼクティブ・プロデューサー